# 外部设备
外部裝置又称外部设备（简称外设）或周边设备（英語： 或 ），是电子计算机中位于机箱之外、能够通电并可以不依赖计算机进行正常的独立或半独立运行的硬件。外部设备通常被用来扩展计算机系统的功能，包括输入输出设备（如显示器、键盘、数字键盘、 鼠标、音箱、打印机、扫描仪、摄像头、话筒 、数码绘图板等）、网络设备（如USB网卡、网路交换器、无线接入点、调制解调器、电话、移动电话、傳真等）和外置存储设备（如移动硬盘、软或光盘驱动器，和闪存盘、储存卡读卡器、MP3/MP4播放器以及USB集线器等USB便携设备），以及不间断电源、外置显卡和外置声卡等增强系统性能和稳定性的辅助硬件。正常的计算机即使去除这些外置设备，也能进入准备工作的就绪状态，虽然对使用者来说操作这样的计算机可能变得困难或十分不方便。

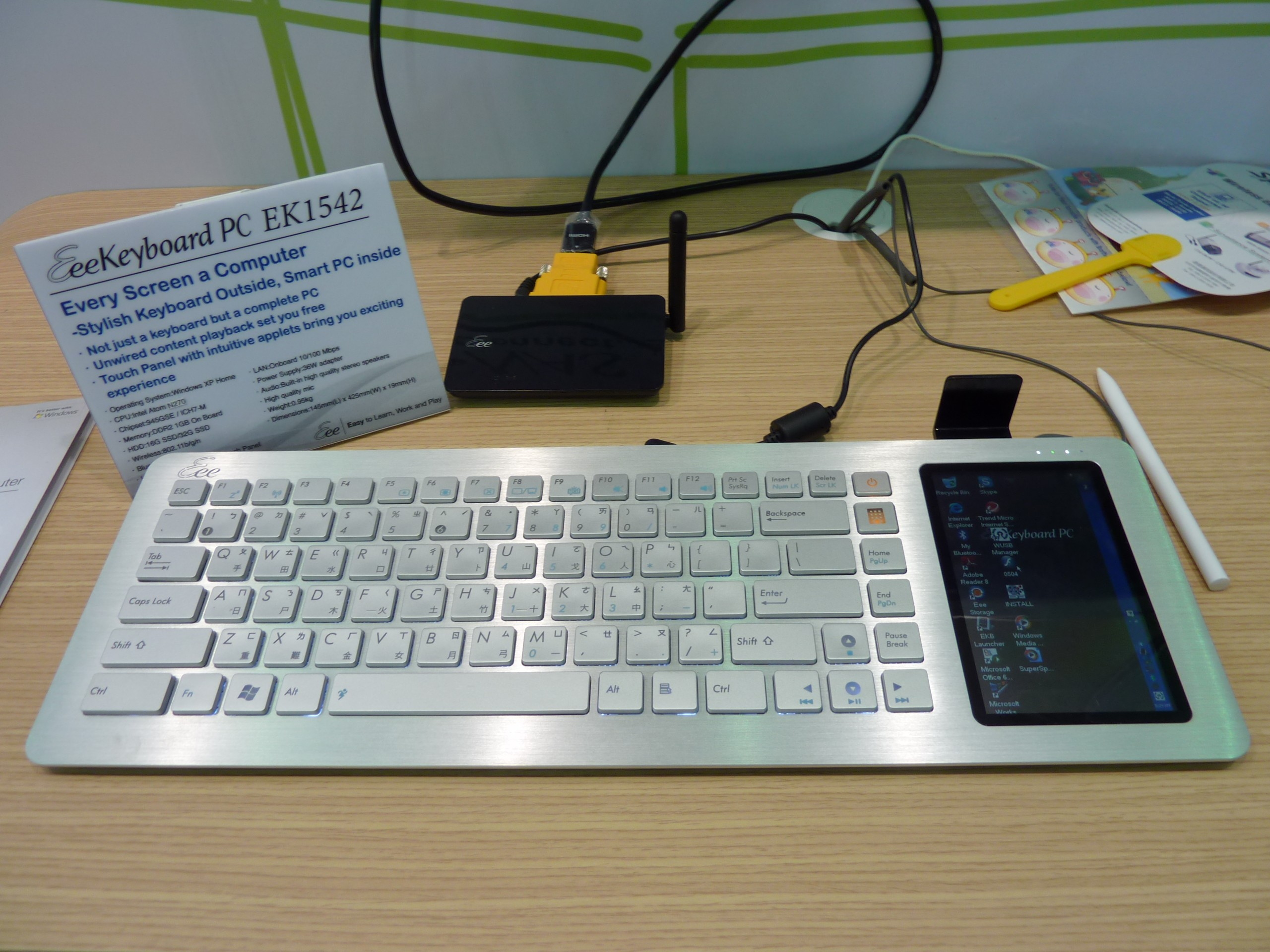
鍵盤
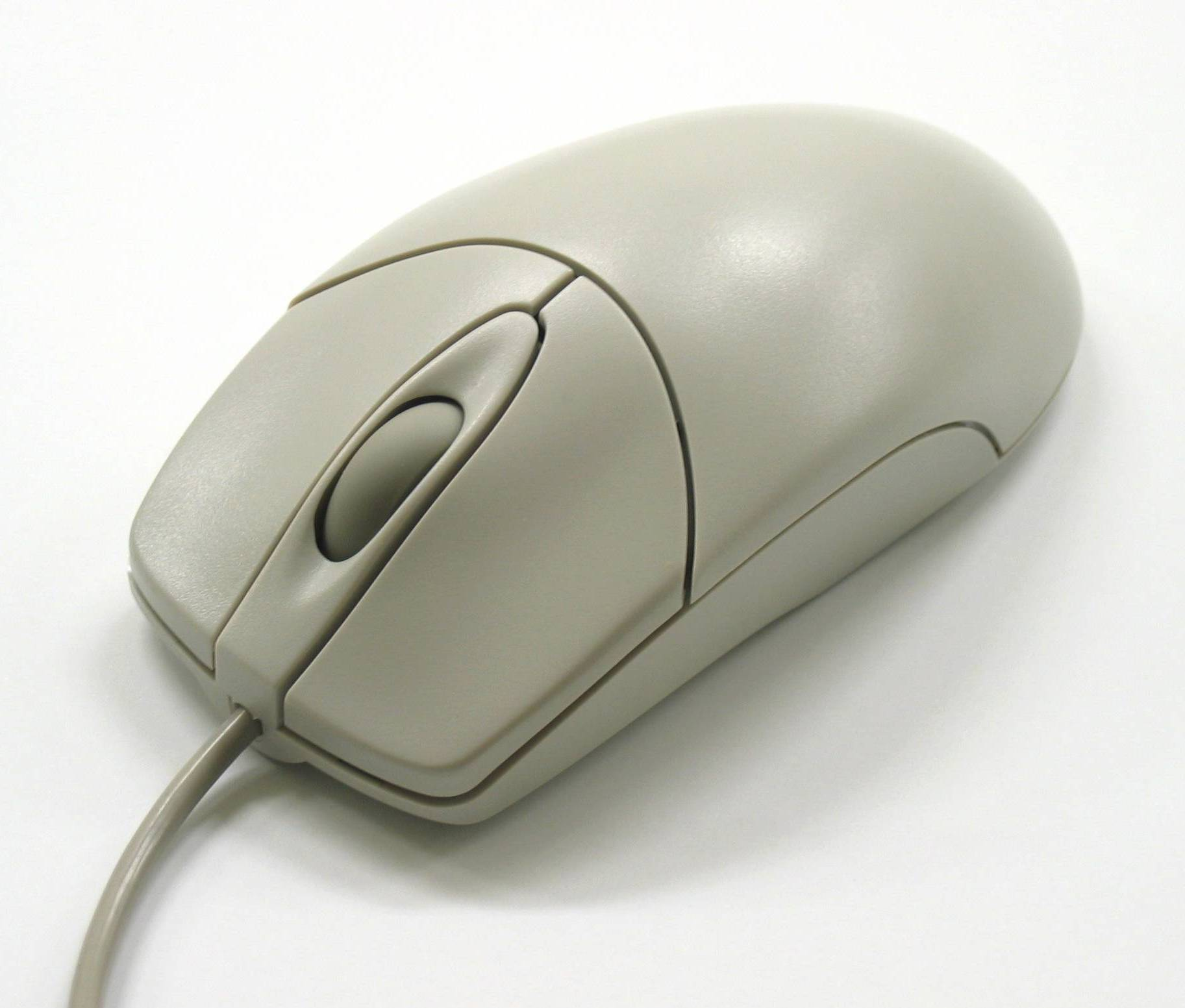
滑鼠
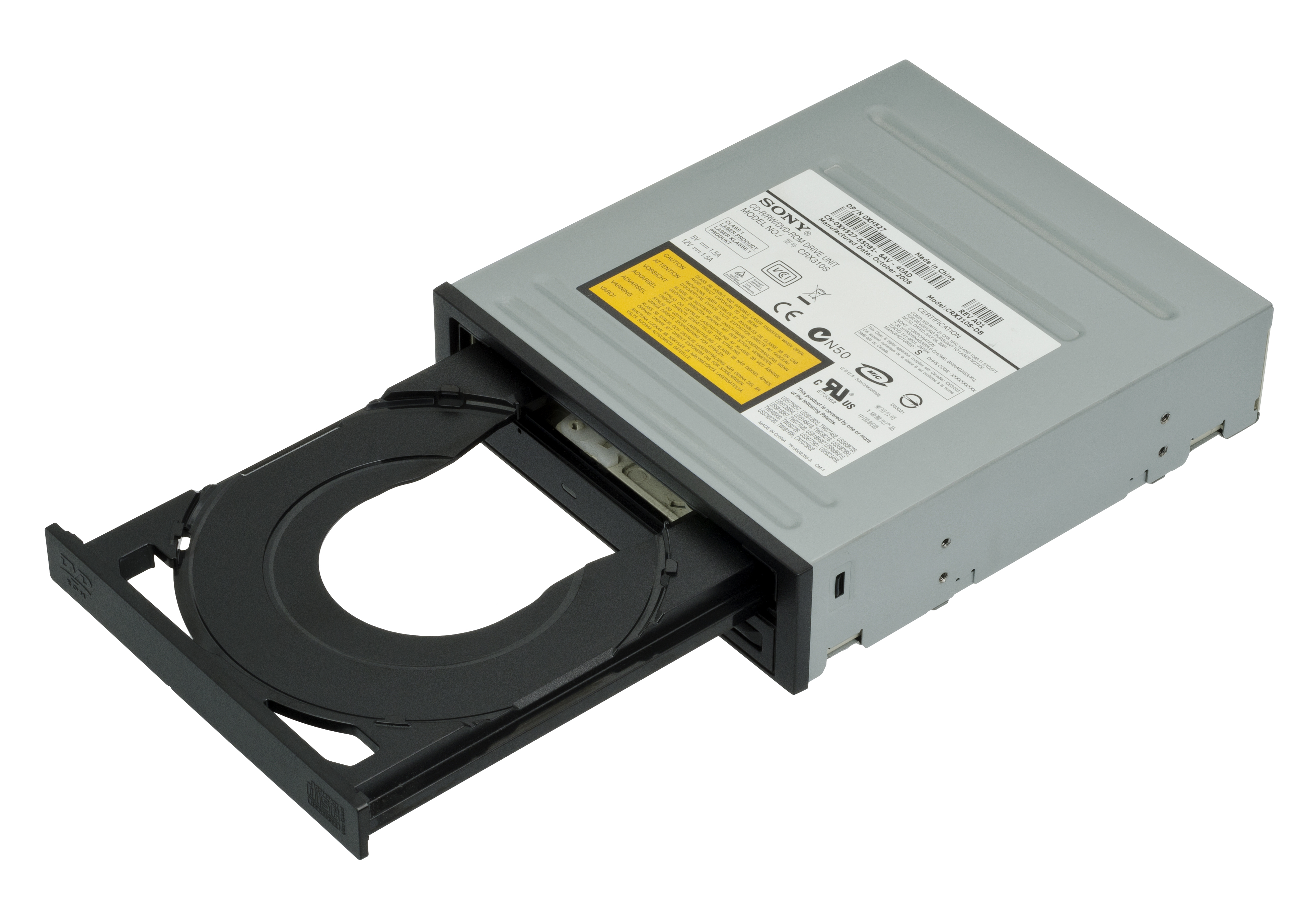
光碟機
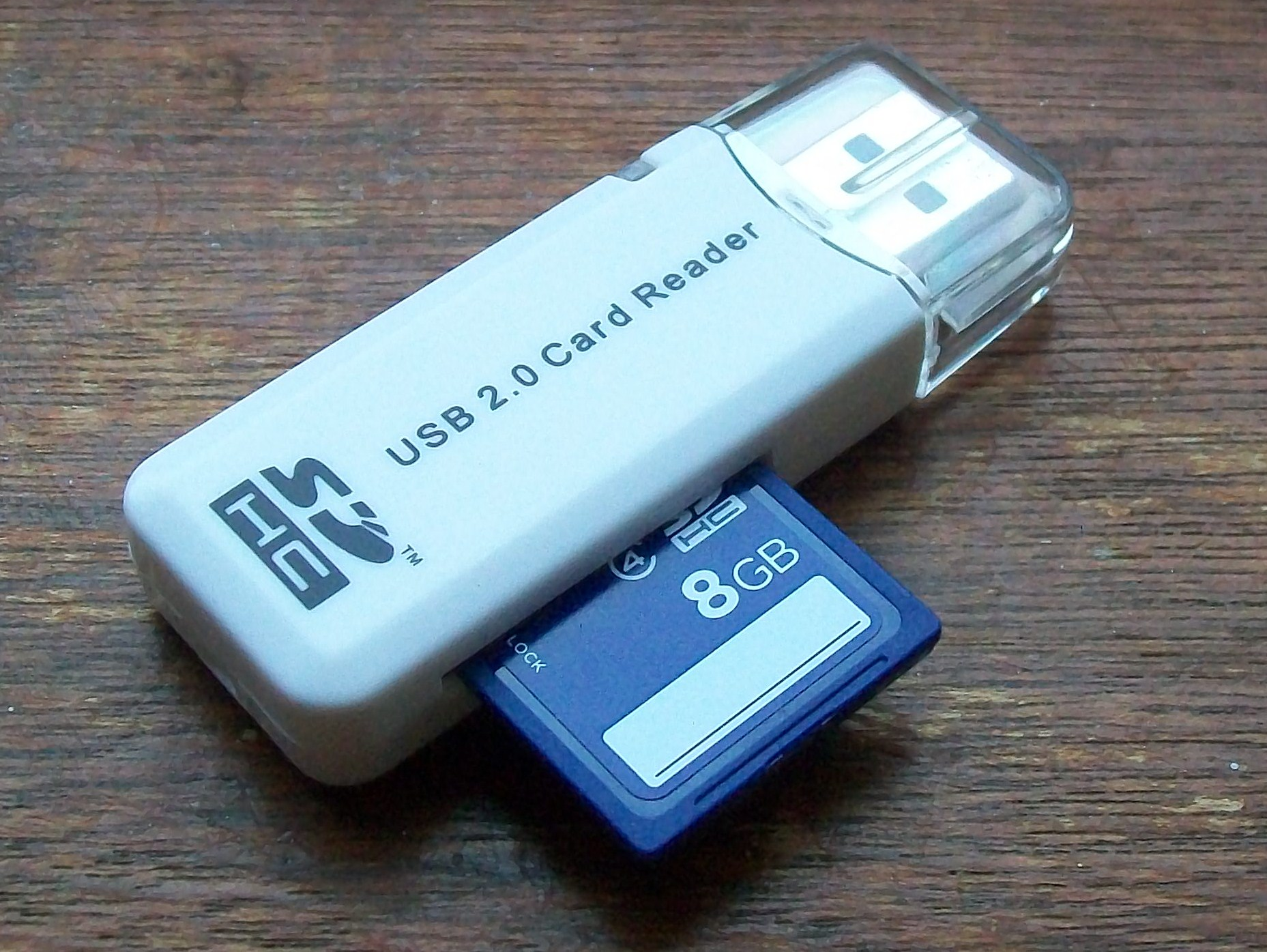
儲存卡讀卡機
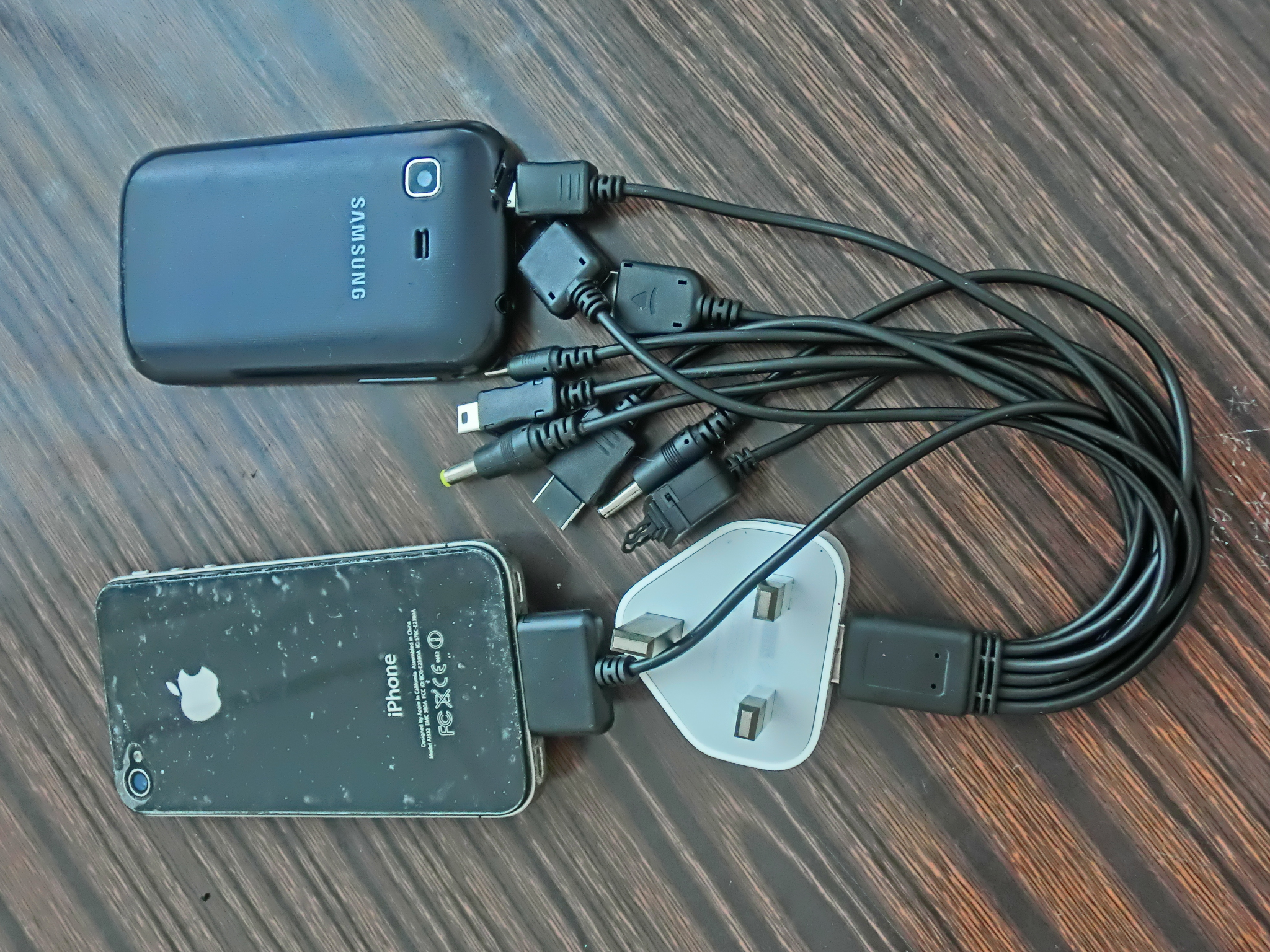
叉電線